# Pseudomantis dimorpha
Pseudomantis dimorpha är en bönsyrseart som beskrevs av Franz Werner 1911. 
Pseudomantis dimorpha ingår i släktet Pseudomantis och familjen Mantidae. Inga underarter finns listade i Catalogue of Life.